# Calliandra erubescens
Calliandra erubescens är en ärtväxtart som beskrevs av Stephen Andrew Renvoize. Calliandra erubescens ingår i släktet Calliandra och familjen ärtväxter. Inga underarter finns listade i Catalogue of Life.